# Hiromi Yamamoto
Hiromi Yamamoto (Japans: 山本 宏美, Yamamoto Hiromi)  (Shiraoi (Subprefectuur Iburi), 21 april 1970) is een Japans voormalig langebaanschaatsster. Ze is de vrouw van Japans voormalig ijshockey-international Takeshi Yamanaka, tevens deelnemer aan de Olympische Winterspelen.
Yamamoto nam zelf deel aan de Olympische Winterspelen van 1994, daarbij eindigde ze als vijftiende op de 1500 meter en op de zevende plaats op de 3000 meter. Haar beste prestatie was die op de 5000 meter, waarop ze de bronzen medaille veroverde. Ze behaalde een vierde plek op de 3000 meter van de Aziatische Winterspelen in 1990.

## Persoonlijke records
| Afstand      | Tijd     | Datum            | Baan      |
| ------------ | -------- | ---------------- | --------- |
| 500 meter    | 43,46    | 21 maart 1988    | Alma-Ata  |
| 1000 meter   | 1.27,92  | 13 januari 1990  | Shibukawa |
| 1500 meter   | 2.06,54  | 12 februari 1994 | Hamar     |
| 3000 meter   | 4.19,88  | 25 maart 1994    | Calgary   |
| 5000 meter   | 7.19,68  | 12 februari 1994 | Hamar     |
| 10.000 meter | 15.01,95 | 27 maart 1994    | Calgary   |

## Resultaten
| Jaar | Olympische Spelen            | Aziatische Spelen   | Wereldbeker | WK junioren          |
| ---- | ---------------------------- | ------------------- | ----------- | -------------------- |
| 1989 |                              |                     |             | 10e · (15, 12, 22, ) |
| 1990 | 4e 3000m                     | 33e 1500m 26e 3k/5k |             |                      |
| 1991 |                              |                     |             |                      |
| 1992 |                              |                     |             |                      |
| 1993 |                              |                     |             |                      |
| 1994 | 15e 1500m · 7e 3000m · 5000m | 10e 1500m 10e 3k/5k |             |                      |
| 1995 |                              | 22e 1500m 10e 3k/5k |             |                      |

- = geen deelname
NC# = niet gekwalificeerd voor de laatste afstand, maar wel als # geklasseerd in de eindrangschikking
(#, #, #, #) = afstandspositie op op juniorentoernooi (500m, 1500m, 1000m, 3000m).